# Zsablya község
Zsablya község (szerbül Општина Жабаљ / Opština Žabalj) egy közigazgatási egység (község, járás) Szerbiában, a Vajdaságban, a Dél-bácskai körzetben. Központja Zsablya.

## Földrajz
A község (járás) teljes egészében a történelmi Sajkásvidéken fekszik, Bácska délkeleti részén. Északon Óbecse és Törökbecse községek, északnyugaton Szenttamás község, nyugaton Temerin község, délnyugaton Újvidék városi község, délen Titel község, keleten pedig Nagybecskerek község határolja. A község (járás) keleti természetes határát Bánáttal a Tisza képezi.

## Települések
A község négy településből áll:
| \| Óbecse község Törökbecse község Szenttamás község Nagybecskerek község Temerin község Újvidék városi község Titel község ZSABLYA Csúrog Boldogasszonyfalva Sajkásgyörgye \| \| térkép szerkesztése \| |                    |                   |                 |
| Magyar név | Szerb név (cirill) | Szerb név (latin) | Népesség (2011) |
| Boldogasszonyfalva | Госпођинци         | Gospođinci        | 3688            |
| Csúrog | Чуруг              | Čurug             | 7940            |
| Sajkásgyörgye | Ђурђево            | Đurđevo           | 5042            |
| Zsablya | Жабаљ              | Žabalj            | 9107            |
| Óbecse község Törökbecse község Szenttamás község Nagybecskerek község Temerin község Újvidék városi község Titel község ZSABLYA Csúrog Boldogasszonyfalva Sajkásgyörgye                                 |                    |                   |                 |
| térkép szerkesztése |                    |                   |                 |

## Népesség
2002-ben 27 513, 2011-ben 25 777 lakosa volt.

### Etnikai összetétel
A 2011-es népszámláláskor az etnikai összetétel a következő volt (26 134 főre):
- szerb: 22 134 fő (84,69%)
- cigány: 1 301 fő (4,98%)
- ruszinok: 1 198 fő (4,58%)
- magyar: 271 fő (1,04%)
- horvát: 137 fő (0,52%)
- jugoszláv: 66 fő (0,25%)
- ukrán: 45 fő (0,17%)
- szlovák: 34 fő (0,13%)
- macedón: 31 fő (0,12%)
- német: 20 fő (0,08%)
- montenegrói: 18 fő (0,07%)
- muzulmán: 12 fő (0,05%)
- orosz: 12 fő (0,05%)
- román: 8 fő (0,03%)
- albán: 6 fő (0,02%)
- bunyevác: 4 fő (0,02%)
- szlovén: 4 fő (0,02%)
- bosnyák: 3 fő (0,01%)
- bolgár: 1 fő (0,00%)
- vlach: 1 fő (0,00%)
- egyéb: 56 fő (0,21%)
- nem nyilatkozott: 431 fő (1,65%)
- regionális kötődésű: 300 fő (1,15%)
- ismeretlen: 41 fő (0,16%)

Az összes település szerb többségű.